# Sumber Mulya (Muara Telang)
Sumber Mulya is een bestuurslaag in het regentschap Banyuasin van de provincie Zuid-Sumatra, Indonesië. Sumber Mulya telt 3160 inwoners (volkstelling 2010).